# Rita Hayworth – kärleksgudinnan
Rita Hayworth – kärleksgudinnan (engelska: Rita Hayworth: The Love Goddess) är en amerikansk TV-film från 1983 i regi av  James Goldstone. Filmen är baserad på John Kobals biografi över Rita Hayworth från 1982 och behandlar skådespelarens liv från 1931 till 1952. I huvudrollerna ses Lynda Carter, Michael Lerner och John Considine. Filmen sändes på CBS den 2 november 1983. I Sverige sändes den på TV2 den 5 januari 1986.

## Handling
Rita Hayworth, född som Margarita Cansino, blir stjärna i Hollywood och är tillsammans med Betty Grable andra världskrigets främsta "pinup girl", hon står på toppen av filmvärlden. Men hennes privatliv matchar inte hennes professionella framgångar. Lyckan undkommer henne ständigt i hennes stormiga förhållande med den tyranniske filmstudiochefen Harry Cohn, som ofta utnyttjar henne. Hon lever dessutom i olyckliga äktenskap med Orson Welles och prins Aly Khan.

## Rollista i urval
- Lynda Carter - Rita Hayworth
- Michael Lerner - Harry Cohn
- John Considine - Ed Judson
- Jane Hallaren	- Virginia Van Upp
- Alejandro Rey - Eduardo Cansino
- Aharon Ipalé - Aly Khan
- Edward Edwards - Orson Welles
- Dave Shelley - Vincent Sherman
- Philip Sterling - Joseph Schenck
- Joe Dorsey - Winfield Sheehan
- Ivan Bonar - Howard Hawks
- Hildy Brooks - sminkös
- James T. Callahan	- testregissör
- Julian Fellowes - Aly Khans chaufför
- Rance Howard - stillbildsfotograf
- Ron Frazier - Freddie Rice
- Margaret Fairchild - Ritas mor
- Terri Lynn - Kim Novak